# Rete tranviaria di Kaliningrad
La rete tranviaria di Kaliningrad è la rete tranviaria che serve la città russa di Kaliningrad.

## Linee
- 5 Bassejnaja ul. - Djunnaja ul.